# Bježi (2017.)
Bježi (eng. Get Out) je američki horor iz 2017. godine čiji je scenarist i redatelj Jordan Peele. U filmu su glavne uloge ostvarili Daniel Kaluuya kao Chris, Afroamerikanac koji odlazi u posjet obitelji svoje djevojke bjelkinje (Allison Williams), a čija se posluga sastoji od Afroamerikanaca iznimno čudnog ponašanja. U ostalim ulogama se pojavljuju Bradley Whitford, Caleb Landry Jones, Stephen Root, Lakeith Stanfield i Catherine Keener.
Film Bježi svoju je svjetsku premijeru imao na filmskom festivalu u Sundanceu dana 24. siječnja 2017. godine, a u službenu kino distribuciju u SAD-u krenuo je 24. veljače iste godine (u hrvatskim se kinima započeo prikazivati od 27. travnja). Pobrao je hvalospjeve kritike i publike, a posebno su hvaljeni Peelov scenarij i režija te glavni glumac Kaluuya. Nacionalno udruženje kritičara Amerike, Američki filmski institut i magazin Time proglasili su film Bježi jednim od deset najboljih filmova godine. Film je također ostvario i zavidan uspjeh na kino blagajnama u konačnici utrživši preko 254 milijuna dolara u svijetu (uz budžet od 4,5 milijuna dolara). U Hrvatskoj ga je u vidjelo 12.200 gledatelja u kinima. Horor Bježi nominiran je za mnogobrojne nagrade uključujući pet nominacija za nagradu kritičara te dvije nominacije za nagradu Zlatni globus u kategorijama najboljeg filma (mjuzikl/komedija) i najboljeg glavnog glumca (Kaluuya).

## Radnja
Fotograf Chris Washington nevoljko pristaje upoznati obitelj svoje djevojke Rose Armitage, nesiguran u to kako će ga oni primiti. Tijekom njihove vožnje na obiteljsko seosko imanje, Rose u vožnji udara jelena, a cijeli incident odluči zabilježiti lokalni policajac koji od Chrisa traži identifikacijski dokument premda on nije vozio automobil. Rose intervenira i cijeli slučaj ipak ostaje nezabilježen. 
Tijekom boravka u kući, Roseini roditelji - neurokirurg Dean i psihijatrica/hipnoterapeutkinja Missy - i njezin brat Jeremy bacaju neugodne komentare u vezi Afroamerikanaca. Chris primjećuje da su radnici zaposleni na imanju (također Afroamerikanci) neobično uslužni. Budući da ne može zaspati, Chris odlazi iz kuće kako bi zapalio cigaretu i vidi Waltera (čovjeka zaduženog za održavanje vanjskog dijela imanja) kako trči iz šume. Nakon povratka u kuću, Missy pozove Chrisa da joj se pridruži u njezinoj sobi te s njim obavi hipnoterapiju kako bi izliječila njegovu ovisnost o cigaretama. U transu, on se prisjeća smrti svoje majke koja je poginula u prometnoj nesreći dok je bio dijete, a zbog čega i dalje osjeća krivnju. Potom utone u prazninu koju Missy naziva "potonulim mjestom". Naglo se budi vjerujući da je sve bila noćna mora, ali ubrzo shvaća da su mu se cigarete počele gaditi. U međuvremenu Georgina (Afroamerikanka zadužena za održavanje kuće) isključuje njegov mobitel čija se baterija uskoro prazni.
Uskoro na imanje dolazi desetak parova, bogatih bijelaca na godišnjem okupljanju. Chris ih iznimno zanima, a mnogi se dive njegovoj fizičkoj snazi i općenito hvale Afroamerikance poput Tigera Woodsa. Chris upoznaje Logana Kinga, crnca koji se također čudno ponaša, a koji se nalazi u braku s puno starijom bjelkinjom.
Chris zove svog prijatelja, službenika aerodromskog osiguranja Roda Williamsa i govori mu o hipnozi te čudnom ponašanju stanovnika kuće i imanja. Kada Chris pokuša potajno fotografirati Logana, ovaj upada u histeriju zbog fleša od kamere; govori Chrisu da "bježi". Dean cijeli slučaj objašnjava Loganovom epilepsijom. Uskoro Chris nagovara Rose da napusti imanje skupa s njim, dok istovremeno Dean održava aukciju s izloženom Chrisovom slikom.
Chris svom prijatelju Rodu šalje Loganovu fotografiju, a ovaj ga prepoznaje kao Andrea, mladića koji je netragom nestao prije nekoliko mjeseci. Dok se sprema za odlazak, Chris pronalazi brojne fotografije Rose iz njezinih prijašnjih romantičnih veza (sve s Afroamerikancima), uključujući Waltera i Georginu. Rose i ostatak njezine obitelji uskoro spriječe Chrisa u odlasku, a Missy ga hipnotizira. Za to vrijeme, sumnjajući u postojanje urote, Rod odlazi na policiju gdje ga zbog njegovih sumnji ismiju. 
Chris se budi svezan za stolicu. Uskoro se na televizoru koji je smješten ispred njega započne vrtiti video prezentacija Roseinog djeda Romana koji objašnjava da se obitelj kako bi preživjela bavi presađivanjem mozgova iz bijelaca u tijela Afroamerikanaca; svijest domaćina ostaje bivati u "potonulom mjestu" što znači da je domaćin cijelo vrijeme svjestan što se događa, ali ne može ništa učiniti. Jim Hudson, slijepi prodavač umjetnina, govori Chrisu da želi njegovo tijelo kako bi ponovno progledao i kako bi zadobio Chrisove umjetničke talente.
Chris u svoje uši stavlja vlakno kako na taj način ponovno ne bi pao pod hipnozu. Kada ga Jeremy dolazi pokupiti za odlazak na operaciju, Chris ubija njega, a nedugo potom i Deana i Missy. Krade automobil i odvozi se s imanja, ali putem udara Georginu. Sjetivši se smrti vlastite majke, on odnese Georginu u automobil, ali budući je ova zapravo Roseina baka Marianne, ona ga napada pa automobil doživljava nesreću u kojoj Marianne pogiba. Rose i Walter, u čijem se tijelu nalazi mozak Romana, sustižu Chrisa. Chris uz pomoć fleša kamere mobitela budi pravog "Waltera" koji potom uzima Roseinu pušku, ubija je te izvrši samoubojstvo. Chris započne gušiti Rose, ali se ne može natjerati da ju ubije. U tom trenutku Rod stiže s automobilom te se njih dvojica odvoze dok Rose ostaje umrijeti od gubitka krvi.

## Glumačka postava
- Daniel Kaluuya kao Chris Washington
  - Zailand Adams kao jedanaestogodišnji Chris
- Allison Williams kao Rose Armitage
- Catherine Keener kao Missy Armitage
- Bradley Whitford kao Dean Armitage
- Caleb Landry Jones kao Jeremy Armitage
- Stephen Root kao Jim Hudson
- Lakeith Stanfield kao Andre Hayworth / Logan King
- Lil Rel Howery kao Rod Williams
- Erika Alexander kao detektiv Latoya
- Marcus Henderson kao Walter / Roman Armitage
- Betty Gabriel kao Georgina / Marianne Armitage
- Richard Herd kao Roman Armitage

Scenarist i redatelj filma Jordan Peele posuđuje svoj glas ranjenom jelenu te se pojavljuje kao narator u reklami UNCF-a.

## Produkcija
Film Bježi redateljski je prvijenac Jordana Peelea koji je ranije radio u humorističnom žanru, uključujući i skeč show Key & Peele. Peele smatra da su žanrovi horora i komedije vrlo slični zbog toga što "poprilično zavise od ritma i vlastitog razotkrivanja", a napomenuo je da mu je rad u komediji dao "nešto poput treninga" za dugometražne filmove. Film Stepfordske supruge iz 1975. godine poslužio je kao inspiracija za film o kojem je Peele izjavio: "To je horor s elementima satire". Budući da je jedna od tema filma i rasizam, Peele je izjavio da je priča "vrlo osobna", premda je istaknuo da tijek priče "vrlo brzo prestaje biti autobiografski".
Glavni glumci Daniel Kaluuya i Allison Williams dobili su uloge u studenom 2015. godine, a ostatak glumačke postave određen je u razdoblju od prosinca 2015. do veljače 2016. godine. Snimanje filma započelo je 16. veljače 2016. godine. Film se tri tjedna snimao u Fairhopeu (država Alabama) te nakon toga u akademiji Barton i povijesnom okrugu Ashland Place u gradu Mobile (država Alabama).
U jednom intervjuu za Los Angeles Times Peele je istaknuo zabrinutost za eventualni uspjeh filma: "Što ako ga bijelci ne budu željeli ići gledati zbog toga što se boje da će ih Afroamerikanci gledati na drugačiji način? Što ako ga Afroamerikanci ne budu željeli ići gledati zbog toga što neće htjeti sjediti pokraj bijelaca dok na ekranu svi skupa promatraju kako crnci postaju žrtvama?"

### Alternativni završeci
Prvotno je Peele namjeravao film završiti Chrisovim uhićenjem za ubojstvo obitelji Armitage kako bi se na taj način reflektirao rasizam. U toj verziji, Rod posjećuje Chrisa u zatvoru i upita ga za daljnje informacije koje bi ovom poslužile u istrazi obitelji Armitage, ali Chris inzistira na tome da sve ostavi na miru uvjeravajući ga da ih je upravo on zaustavio i da je sve u redu. Međutim, u vrijeme kada je započeo rad na produkciji u stvarnosti je bilo zabilježeno nekoliko slučajeva ubojstava Afroamerikanaca od strane američke policije pa je Peele odlučio na kraju filma staviti sretan završetak.
Peele je također razmatrao i druge krajeve od kojih se neki nalaze u sklopu posebnih dodataka na DVD i Blu-ray izdanjima filma. Jedan od takvih krajeva uključuje Roda koji upada na imanje i pronalazi Chrisa te izgovara njegovo ime, a ovaj mu odgovara: "Uvjeravam te, nemam pojma o kome pričaš".

### Soundtrack
Kompozitor glazbe za film je Michael Abels, a Peele je želio da glazba sadržava "crnačke glasove i reference na crnačku glazbu". Ovo se pokazalo kao izazov, jer je Peele otkrio da Afroamerička glazba uglavnom sadržava ono što je on nazvao "u najmanju ruku trunku nade". Istovremeno, Peele je želio izbjeći bilo kakve glazbene voodoo motive. Završna glazba sadržava Svahili glasove kao i određene reference na blues. Na početku filma svira pjesma "Redbone" u izvedbi Childish Gabina. Druge pjesme upotrebljene u filmu su "Run Rabbit Run" skupine Flanagan and Allen te "(I've Had) The Time of My Life" u izvedbi Billa Medleyja i Jennifer Warnes.

## Teme
Film Bježi opisan je kao satira o aktivnosti tzv. "liberala" koji sami sebe smatraju saveznicima pokreta protiv rasizma, ali koji u konačnici rade puno više loših stvari nego dobrih. Časopis The Guardian je napisao: "Ono što film Bježi radi uistinu dobro - i ono što će uzdrmati neke gledatelje - je to što pokazuje koliko ti isti ljudi, kolikogod to nenamjerno bilo, mogu život Afroamerikanaca učiniti teškim i neugodnim. To je film koji razotkriva neznanje i oholost liberalaca. To je prikaz njihovog ponašanja i arogancije koji u filmu dovode do stravičnog završnog obračuna, ali koji u stvarnosti vode do samozadovoljstva koje je jednako tako opasno". Peele je za film izjavio: "Prava tema ovog filma je ropstvo... To je mračna stvar."
Film se također dotiče teme nedostatka zanimanja za nestale osobe Afroameričkog podrijetla u usporedbi s nestalim bjelkinjama. Damon Young iz časopisa Slate istaknuo je da je premisa filma bila "depresivno realna... Premda Afroamerikanci sačinjavaju tek 13 posto kompletne američke populacije, stopa nestalih osoba Afroameričkog podrijetla je 34 posto; to je stvarnost koja postoji kao rezultat mješavine rasnih i društveno-ekonomskih faktora koji živote crnaca označuju puno manje vrijednima od života bijelaca".

## Priznanja

### Gledanost
Film Bježi u konačnici je na kino blagajnama u SAD-u i Kanadi utržio 175,5 milijuna dolara, dok je u ostatku svijeta zaradio dodatnih 78,8 milijuna čime njegova sveukupna kino zarada u svijetu do danas iznosi 254,3 milijuna dolara. Samo u hrvatskim kinima film je vidjelo oko 12.200 gledatelja (od čega 4.600 u prvom vikendu prikazivanja).
U Sjevernoj Americi film Bježi sa službenom kino distribucijom krenuo je 24. veljače 2017. godine uz filmove Collide i Rock Dog te se predviđalo da će u 2773 kino dvorane u prvom vikendu otvaranja utržiti između dvadeset i dvadeset i pet milijuna dolara. Samo prvog dana prikazivanja film je zaradio 10,8 milijuna dolara, a u konačnici je u prvom vikendu zaradio 33,4 milijuna dolara i zasjeo na prvo mjesto box-officea. Od sveukupne populacije publike koja ga je gledala u prvom vikendu, 38% su bili Afroamerikanci, 35% bijelci, a najprofitabilnija država bila je Georgia. U drugom vikendu prikazivanja film je završio na drugom mjestu, odmah iza filma Logan uz zaradu od 28,3 milijuna dolara (uz pad od 15,4%). Budući da gledanost filmova horor žanra u drugom vikendu prikazivanja zna pasti i do 60% ovo je bio iznimno mali pad gledanosti. U trećem vikendu prikazivanja film je zaradio dodatnih 21,1 milijun dolara, uz pad od samo 25% u odnosu na prethodni vikend te je završio na trećem mjestu gledanosti odmah iza filmova Kong: Otok lubanja i Logan.
U ožujku 2017. godine, tri tjedna nakon početka kino distribucije, film Bježi prestigao je zaradu od 100 milijuna dolara na domaćem tržištu čime je Peele postao prvim Afroameričkim scenaristom i redateljem kojem je to uspjelo za filmski prvijenac. Dana 8. travnja 2017. Bježi je postao najgledaniji film na domaćem tržištu kojeg je režirao Afroamerikanac, prestigavši dotadašnjeg rekordera Straight Outta Compton redatelja F. Garyja Graya koji je 2015. godine zaradio 162,8 milijuna dolara. Ipak, dva tjedna kasnije Gray će ponovno preuzeti prvo mjesto filmom Brzi i žestoki 8 koji je četrnaestog dana prikazivanja zaradio 173,3 milijuna dolara. Kada se gleda isključivo domaće kino tržište, film Bježi također je najgledaniji filmski prvijenac temeljen na originalnom scenariju u povijesti Hollywooda čime je prestigao skoro dva desetljeća dug rekord kojeg je držao Projekt Vještica iz Blaira iz 1999. godine (s ukupnom zaradom od 140,5 milijuna dolara). Do kraja mjeseca ožujka, Los Angeles Times proglasio je uspjeh filma "kulturološkim fenomenom" uz opasku da uz veliku zaradu film za svoj uspjeh može zahvaliti i "gledateljima koji su podijelili nebrojene fotografije potonulog mjesta na internetu i društvenim mrežama". Urednik teksta Josh Rottenberg također je uspjehu filma pridodao i činjenicu da je isti krenuo u kino distribuciju u "jednom od politički najaktualnijih trenutaka u povijesti".

### Kritike
Na popularnoj internetskoj stranici Rotten Tomatoes koja se bavi skupljanjem filmskih kritika, film Bježi ima 99% pozitivnih ocjena temeljenih na 298 zaprimljenih tekstova uz prosječnu ocjenu 8.3/10. Zajedničko mišljenje kritičara te stranice je: "Humorističan i zastrašujući, film Bježi neprimjetno isprepliće društvenu kritiku u briljantno efektivnu i zabavnu horor/komediju". To je jedan od deset filmova s 99% (uz još šest drugih filmova) ili sa 100% (tri filma) pozitivnim ocjenama temeljenim na stotinu ili više zaprimljenih tekstova (film je imao 100% pozitivnih ocjena u prvih 139 napisanih kritika). Radi se također o najbolje ocijenjenom filmu sa širokom kino distribucijom 2017. godine na Rotten Tomatoesu. Na drugoj stranici koja se također bavi prikupljanjem kritika, Metacritic, film ima prosječnu ocjenu 84/100 temeljenu na 48 zaprimljenih tekstova. U anketama publike CinemaScorea film je dobio prosječnu ocjenu -5 na ljestvici od +5 do 1.
Richard Roeper dao je filmu tri i pol zvjezdice uz opasku: "Prava zvijezda filma je njegov scenarist i redatelj Jordan Peele koji je kreirao uradak koji se dotiče bezbrojnih nivoa rasizma, koji funkcionira kao homage velikim horor filmovima, koji stvara svoj vlastiti kreativni put, koji ima jedinstveni vizualni stil i koji je uz sve to iznimno humorističan". Keith Phipps iz Uproxxa hvalio je glumački ansambl i Peelovu režiju: "Zbog tehničkih izvedbi filma pomislio bih da ga je radio iskusni horor majstor. Pravo uzbuđenje u filmu Bježi - ono koje stoji iza polaganog stvaranja napetosti i opasnosti, neugodne atmosfere i iznenađujućeg obrata - leži u tome da se Peele kao redatelj tek zagrijava." Mike Rougeau iz IGN-a dao je filmu ocjenu 9/10 i napisao: "Cijelo putovanje filma Bježi, kroz sve napete razgovore, fantastične dijaloge i šokantno nasilje čini se potpuno zasluženim. A njegovo razrješenje vrijedno je svih neugodnih osjećaja i trenutaka sumnje koje kao gledatelji imamo na njegovom kraju." Peter Travers iz časopisa Rolling Stone dao je filmu tri i pol od četiri zvjezdice i proglasio ga "odličnom horor predstavom presvučenom rasnim tenzijama i ubojitom satirom". Scott Mendelson iz Forbesa naglasio je da je film pogodio zeitgeist i prozvao ga "modernim američkim horor klasikom".
Filmski kritičar Armond White iz National Reviewa dao je filmu negativnu ocjenu uz opasku da se radi o filmu koji "hvata bijelce" te da "rasnu politiku svodi na otrcanu horor-komediju; to je Obamin film za obožavatelje Tarantina".

### Nagrade
Film Bježi dobio je dvije nominacije za nagradu Zlatni globus u kategorijama najboljeg filma (mjuzikl/komedija) i najboljeg glavnog glumca u mjuziklu/komediji (Daniel Kaluuya). Film je također dobio nominacije za Udruženje glumaca amerike, NAACP Image nagradu, nagradu Udruženja kritičara Amerike i mnoge druge. Osvojio je nagradu BIFA za najbolji strani međunarodni film.

## Mogući nastavak
U intervjuu za časopis The Playlist, redatelj Peele izjavio je da ima ideje za potencijalni nastavak filma te da je otvoren za razgovore o istom.

## Vanjske poveznice
- Bježi u internetskoj bazi filmova IMDb-a